# Edificiul pentru funcții social-culturale cu magazin la parter de pe str. Vasile Alecsandri, 115 (Chișinău)
Edificiul pentru funcții social-culturale cu magazin la parter de pe str. Vasile Alecsandri, 115 este o clădire amplasată pe str. Vasile Alecsandri, 115 în Chișinău, Republica Moldova. Este un monument arhitectural de importanță națională inclus în Registrul monumentelor Republicii Moldova ocrotite de stat cu nr. 274 (municipiul Chișinău). Datează de la sf. sec. XIX.